# サクラ〜卒業できなかった君へ〜
「サクラ～卒業できなかった君へ～」は、半﨑美子の楽曲。2017年4月5日に発売されたデビュー作となるミニ・アルバム『うた弁』の1曲目に収録された。作詞作曲は半﨑自身が手がけ、編曲とプロデュースは亀田誠治が行った。同年9月6日には、同タイトルのメジャー1stシングルとしてもリリースされた。

## 楽曲解説
本曲は、高校卒業を前に同級生を亡くしたという半﨑の友人の実体験を元にしており、卒業を迎えられるということは実は当たり前でないのだということを伝えたくて作った曲であると半﨑は語っている。半﨑はしばしばこの曲を卒業式において歌っており、その際には、「無事に卒業できたことへの祝福と卒業できなかった人へ思い」を歌に込めているという。また、桜は花が咲く春以外も存在しているように、心の中の人の記憶も1年中息づいているのだから、この曲も1年を通して歌い続けていきたいとも語っている。
ミュージックビデオには映像作家・半崎信朗が制作したアニメーション動画が使われていて、この曲のイメージを表現している。

## 反響
2017年5月10日付の有線リクエストランキング（J-POP）において、半﨑自身初の1位をとった。また各地でこの曲を歌う中で、だれかを亡くした同じような気持ちを抱いている人と多く出会ったと半﨑は語っており、この曲のおかげで亡き子のことを思い出せるという手紙を受け取ったこともあるという。そのように本曲が、亡くなった人が心のなかに存在し続けていると感じるきっかけとなっていることについて、半﨑は「すごく嬉しいし、ありがたい」と述べている。

経済評論家で経済アナリストの森永卓郎が好んでいた楽曲としても知られている。2023年に森永が出演していたラジオ局ニッポン放送のラジオ番組・垣花正のあなたとハッピー!の15周年イベントおよび2025年に垣花正の著者発売記念イベントでそれぞれ森永が歌唱。しかし森永は25年のイベントの後に逝去。半崎は25年のイベント時に客席最後列におり、司会の垣花にいることを発表された後にマイクを渡され涙ながらに森永が歌唱してくれたことに対して感動した旨を語っている他、後、2025年3月25日放送あなたとハッピーにも生出演して森永への感謝の想いを述べた。

## シングルの収録曲
| 全作詞・作曲: 半﨑美子。 |                                              |          |            |      |
| #                        | タイトル                                     | 作詞     | 作曲・編曲 | 時間 |
| 1.                       | 「サクラ〜卒業できなかった君へ〜」           | 半﨑美子 | 半﨑美子   | 5:04 |
| 2.                       | 「感謝の根」                                 | 半﨑美子 | 半﨑美子   | 4:23 |
| 3.                       | 「種」                                       | 半﨑美子 | 半﨑美子   | 5:01 |
| 4.                       | 「サクラ〜卒業できなかった君へ〜 合唱ver.」  | 半﨑美子 | 半﨑美子   | 5:05 |
| 5.                       | 「サクラ〜卒業できなかった君へ〜(カラオケ)」 | 半﨑美子 | 半﨑美子   | 5:03 |
| 合計時間:                | 合計時間:                                    | 24:36    |            |      |

## 収録シングル
- 1st.シングル「サクラ〜卒業できなかった君へ〜通常盤」
  - 1st.シングル「サクラ〜卒業できなかった君へ〜特別盤」
- 3rd.シングル「明日を拓こう〜特別盤」
- 4th.シングル「母へ〜特別盤・DVD」
- 5th.シングル「布石」サクラ〜卒業できなかった君へ〜合唱ver.
- 6th.シングル「ロゼット〜たんぽぽの詩〜」サクラ〜卒業できなかった君へ〜2021ver.

## 収録アルバム
- うた弁

## 収録DVD
- Live vol.7AKASAKA BLITZ「明日へ向かう人」リリースツアーファイナル 2015～明日へ向かって厄祓～通常盤
- Live vol.8AKASAKA BLITZ「降り積もる刻」リリースツアーファイナル 2016～三度降り積もる刻～通常版
- Live vol.9半崎美子「うた弁」ファイナルコンサート2017～特選！感謝の根菜盛り合わせ弁当～
- 「うた弁2」発売記念コンサートツアー2019「銀河鉄道39 ～きらり途中下車の旅～」